# El barco (serie de televisión)
El barco es una serie de televisión española de ciencia ficción, producida por Globomedia para la cadena privada española Antena 3 y emitida entre 2011 y 2013. La novela se estrenó el 17 de enero de 2011 y finalizó el 21 de febrero de 2013. El primer episodio, «Un millón de millas», contó con cerca de 4.770.000 espectadores y un 23,4% de cuota de audiencia en España. Esta serie tiene la particularidad de que todos sus capítulos tienen más de 1 hora de duración, algunos incluso llegando a durar casi 2 horas.
La serie combina elementos de drama, misterio y acción, la misma fórmula con la que la cadena ya cosechó gran éxito entre los años 2007 y 2010 con El internado. Gracias a su buena acogida, Antena 3 renovó la serie para una segunda temporada y también para una tercera temporada más tarde, durante la cual se incorporaron durante unos capítulos Belén Rueda, Guillermo Barrientos, Paloma Bloyd y Daniel Ortiz. Además, Alba Ribas se incorpora en los últimos capítulos como Sol/Elena.
En febrero de 2012 comenzó el rodaje de la tercera temporada gracias a los datos de audiencia de la segunda. La tercera temporada tuvo 16 episodios (contando los restantes de la temporada anterior). El 10 de agosto finalizó el rodaje de la tercera temporada que se estrenó el jueves 18 de octubre de 2012 y trajo como fichajes a Jan Cornet en el papel de Max, Héctor Alterio como Ventura, Alberto Jo Lee como Cho sung, Gabriel Delgado como Ratón y Leticia Dolera como Marimar. No obstante, también aparecieron actores como Oscar Casas, hermano de Mario Casas o Nerea Camacho. El 21 de febrero de 2013 la serie finalizó definitivamente tras tres temporadas en emisión.

## Reparto
- Juanjo Artero como Ricardo Montero.
- Blanca Suárez como Ainhoa Montero.
- Mario Casas como Ulises Garmendia.
- Irene Montalà como Julia Wilson.
- Luis Callejo como Julián de la Cuadra.
- Neus Sanz como Salomé Palacios.
- Juan Pablo Shuk como Ernesto Gamboa.
- Iván Massagué como Roberto Cardeñosa "Burbuja".
- Marina Salas como Vilma Llorente.
- Bernabé Fernández como Andrés Palomares.
- Javier Hernández como Pedro Gironés "Piti".
- Jan Cornet como Máximo "Max" Delgado.
- Patricia Arbués como Valeria Montero.
- David Seijo como Ramiro Medina.
- Giselle Calderón como Estela Montes.
- Alba Ribas como  Elena / Sol Torres .

### Participaciones Recurrentes y Especiales
- Héctor Alterio como Ventura Zúñiga.
- Algis Arlauskas como Alexander Montes.
- Belén Rueda como Leonor.
- Guillermo Barrientos como Tom.
- Daniel Ortiz como Víctor.
- Paloma Bloyd como Dulce.
- Gabriel Delgado como "Ratón".
- María Cantuel / Leticia Dolera como Marimar.
- Alberto Jo Lee como Cho Sung.
- Nerea Camacho como Sandra.
- Carlos Acosta-Milian como Asesino Familia Gamboa.
- David Jiménez como  Guillermo Mejias

## Trama

### Primera temporada
La primera temporada consta de 13 episodios emitidos por primera vez entre el 17 de enero de 2011 y el 25 de abril de 2011 protagonizados en su totalidad por Juanjo Artero, Mario Casas, Irene Montalà y Blanca Suárez, junto al resto del reparto que estuvo presente en la temporada completa. Basados en esta temporada, salieron al público dos libros titulados "Un millón de millas" y "Perdidos", titulados como los episodios 1 y 7.
La primera temporada parte con el Estrella Polar zarpando a lo que será la aventura más grande de sus vidas, cuando una misteriosa tormenta provocada por la puesta en marcha del acelerador de partículas los encuentra en plena noche, entonces todos los tripulantes descubrirán que la tierra como ellos la conocen ha desaparecido, que el 99% de la superficie es agua, y que estar en ese barco es su única forma de mantenerse con vida. El capitán Ricardo Montero y el primer oficial, Julián De la Cuadra, serán ahora los responsables de las vidas de los alumnos del buque-escuela, y tienen que tomar decisiones difíciles en situaciones extremas (como encuentros con peces gigantes, ataques de aves, motines a bordo y nieblas venenosas, entre otras), y para mayor ayuda está la doctora Julia Wilson. Poco después de que los alumnos descubrieran que no hay tierra a la que llegar, Ramiro descubre por su cuenta que hay un 10% de tierra firme en el planeta, por lo que el Estrella polar decide ir en busca de esta superficie.
Los jóvenes Ulises y Ainhoa se conocen, y forman una relación de amor-odio. La joven se siente atraída por el profesor de supervivencia, Ernesto Gamboa, y durante varios capítulos están juntos. Debido a esto Ulises también comienza una relación con la doctora Julia Wilson. Cuando Ainhoa les ve, se da cuenta de que se ha equivocado con Gamboa y le deja. Ulises también rompe con Julia y ambos deciden estar juntos, pero Gamboa amenaza a Ainhoa con matar a su familia y a Ulises, por lo que asustada, le dice que no le quiere y que se olvide de ella.
Mientras tanto, se empieza a desarrollar una relación entre Vilma y Piti, cuando este le dice a Vilma que será el padre de su hijo(ficticio). Estela se enamora de Ramiro, y cuando este no le responde, fija sus ojos en el capitán, pero el ya está interesado en la doctora, lo cual la deja de lado. Salomé y De la cuadra comienzan una relación al darse cuenta de que tras tanto tiempo de conocerse se están enamorando, y luego Julia le dice a Julián que tiene unos marcadores y podría tener cáncer. Además, mientras todo esto sucede, Valeria y Burbuja viven intensas aventuras.
En el final de temporada, los tripulantes del Estrella polar reciben un mensaje del espacio exterior: unos astronautas les piden ayuda porque en cuatro horas van a morir...

### Segunda temporada
Tras el éxito de los primeros 13 episodios de la temporada anterior con una audiencia media de 4 millones de espectadores, la serie fue renovada por una segunda temporada que constó de 17 episodios, pero al final los últimos 3 episodios se pasaron a la tercera temporada, dejando a la segunda con 14 episodios. La nueva temporada se emitió entre el 8 de septiembre de 2011 y el 5 de enero de 2012, protagonizados en su totalidad por Juanjo Artero, Mario Casas, Irene Montalà y Blanca Suárez, junto al resto del reparto, que estuvo presente en la temporada completa. Basados en esta temporada, salieron al público tres libros nuevos (de los cuales dos han salido a la venta) titulados "No estamos solos" y "Una de fantasmas", títulos de los episodios 1 y 11, y en espera del tercer libro, titulado "El tripulante de honor".
La segunda temporada continúa con el capitán, decidiendo ayudar a los astronautas que están a punto de amerizar, al mismo tiempo se acerca un ciclón, lo cual pone en peligro sus vidas, y tras pasar las complicaciones y rescatar la nave de los hombres del espacio, descubren que no están, se han ido y no saben a donde, presintiendo que alguien se los ha llevado. Más tarde el Estrella polar avista a otros supervivientes en una balsa de un buque llamado Queen América en la que se encuentran 4 náufragos: Víctor, Tom, Dulce Y Leonor. Es otro barco que se hundió en el trayecto de la tormenta que comenzó todo. Más tarde, descubren las intenciones de los nuevos tripulantes, que son nada más y nada menos que la caja negra de un avión estrellado que De la Cuadra y Ulises recuperaron del mar (en el capítulo 4 de la primera temporada, con la que les demuestran a los alumnos lo que ha pasado en el mundo) y, al final, los intrusos huyen sin conseguir su propósito.
Las aventuras del barco continúan tras caer de un precipicio enorme, enfrentar una tormenta que resucita a Palomares, encontrar un pato que viene de tierra y un barco ruso, el capitán y la doctora deciden destruir los datos de la caja negra para que los dejen de seguir.
Ainhoa rompe con Ulises debido a las amenazas de Gamboa. Ulises, roto, le pide una explicación que le convenza de que no le quiere y le promete que después la dejara en paz. Ainhoa le dispara sin querer con un arpón y al borde de la muerte, le dice que le sigue queriendo pero que no pueden estar juntos y le pide que no le haga preguntas. Tras muchas idas y venidas, ambos deciden finalmente comenzar su relación, a pesar de las amenazas de Gamboa, pero tras una pelea entre Ulises y él, Ulises golpea a Ainhoa sin querer y ella se aleja de él. A pesar de Ulises le pide perdón, ella se mantiene distante y le deja, alegando que estando juntos solo se hacen daño. Cuando encuentran el barco ruso a la deriva y abandonado, Ulises, al ver que nada le retiene en el barco y que su relación con Ainhoa es imposible, se despide de su padre y se va a buscar tierra por su cuenta. Al llegar al barco ruso, descubre a Ainhoa esperándole y dándole otra oportunidad. Piti y Vilma continúan con su relación y evoluciona con varias pruebas que pasan, sin embargo se convierte en un triángulo amoroso cuando Palomares deja de ser cura por Vilma y esta siente algo por él, aunque al final ambas relaciones terminan. Salomé y De la Cuadra continúan juntos, pero luego de que se lleven a De la Cuadra y le curen del cáncer, Salomé se entera de que se lo estuvo ocultando todo ese tiempo y lo deja, diciéndole que está embarazada. Estela sigue en su búsqueda del amor y se enamora de Ulises, además aparece Sol, otra estudiante que no se lleva muy bien con nadie. En el final de la segunda temporada De la Cuadra y Burbuja son secuestrados y cuando los regresan al Estrella, el que De la Cuadra esté curado del cáncer deja muchas preguntas
El último capítulo de la segunda temporada es la noche de reyes. Valeria cree que los reyes no irán al estrella polar y por lo tanto Ricardo( el capitán) decide construir los regalos para que Valeria jamás pierda la ilusión de la noche más especial. Mientras tanto Salome prepara un gran belen viviente para Valeria.
Piti y Vilma rompen un noche antes de la noche de reyes, tanto Vilma como Piti deciden quedar como amigos, y Piti el "padre" de la hija de Vilma.
Comienza la noche de Reyes y De la Cuadra, Ramiro y Gamboa salen al mar con un bote y Valeria cree que son los reyes magos, después de ver la sorpresa, y se dirige al comedor. Valeria, al ver todos los regalos debajo del árbol, empieza abrirlos todos con entusiasmo. Salome, preparando el belen viviente, se olvida de los regalos de Burbuja. Valeria preguntando a los alumnos de Estrella Polar por sus regalos, ve más regalos, en los regalos pone el nombre de Burbuja. Salome, el capitán y De la Cuadra se sorprenden porque ninguna le ha regalado eso.
Julia investiga los marcadores De la Cuadra y los análisis de sangre del primer oficial, se da cuenta de que se ha recuperado del cáncer, y ella feliz, se dirige al capitán  y a De la Cuadra para notificarles de la buena noticia. Salome se da cuenta de que De la Cuadra le ha mentido y decide dejarlo

### Tercera temporada
Gracias a la audiencia aceptable de la temporada anterior, Antena 3 renovó la serie por una tercera temporada que consta de 13 episodios, pero se le agregaron los tres últimos de la segunda, convirtiendo esta en una temporada de 16 episodios. Esta temporada fue estrenada el 18 de octubre de 2012 tras una larga espera de nueve meses protagonizados por Juanjo Artero, Irene Montala, Mario Casas y Blanca Suárez, junto al resto del reparto que podrían darse bajas de algunos protagonistas durante el transcurso de esta, además esta temporada incluye múltiples incorporaciones, entre estas Jan Cornet como Max, Alberto Jo Lee como Cho Sung, Héctor Alterio como Ventura y Gabriel Delgado como Ratón. A partir de la tercera temporada, en el que el Estrella Polar toca tierra, comienzan a grabar escenas en Peñíscola, simulando la tan ansiada isla que estaban buscando, aunque también siguen grabando en Plató, ya que sigue saliendo el Estrella Polar, y algunas partes de la isla, cómo el interior de la cabaña o de las tiendas de acampada. También graban en Elche, en el Palmeral, para simular el bosque o la localización de la cabaña. El 2 de febrero Antena3 informó que la famosa serie finalizaría el 21 de febrero de 2013 definitivamente tras tres temporadas debido al desgaste de audiencia que sufrió la serie.
En la tercera temporada, la búsqueda de tierra continua, y ahora más que nunca, Burbuja encuentra a Manolito, quien ha regresado al Estrella Polar, y tras estudiar su trayectoria, descubre que siempre va a un mismo punto. El Estrella Sirrah se vuelve a encontrar con el Estrella Polar, Ainhoa le dice a su padre que Ulises ha desaparecido ya hace un par de días, y que han descubierto a un hombre y lo tienen como prisionero, quien resulta ser Cho Sung, un cocinero coreano del barco ruso, poco después, el Estrella Polar encuentra un punto en el radar, el cual descubren finalmente que es un hotel que se ha mantenido a flote después del cataclismo y hasta ahora, casi cinco meses después, en el edificio descubren que Ulises llegó ahí, y conocen a Max, el líder de los supervivientes del edificio, el cual resulta ser un hotel sobre Singapur, y tras unos días ahí, Gamboa descubre que dicha ciudad se encuentra bajo sus pies. Max les da las coordenadas de tierra al capitán, y este último promete volver, pero a cambio de estas coordenadas le pide al capitán que Ainhoa se quede en el hotel. Ulises hace cambiar de opinión a Max y él se queda debido a que Ainhoa rompe con él al descubrir (por Max) que Ulises conocía a Dulce y nunca se lo dijo a nadie. Ricardo y Julia deciden casarse y Vilma comienza una relación con Cho Sung. Ventura, un viejo del edificio, se sube como polizón junto a su nieto ratón al estrella.
Después de 132 días de travesía, finalmente, el Estrella Polar, avista tierra, De la cuadra, Salomé, Ainhoa, Piti, Vilma, Cho Sung y Max bajan a inspeccionar la isla donde poco después bajan más marineros para montar su nuevo hogar, unos pocos se quedan en el estrella para volver al hotel por los demás supervivientes tal como lo prometieron, pero justo antes de volver, Ulises pide ayuda por medio del radio y se escucha un disparo que termina con su mensaje. En la primera noche en la isla, Max sale a inspeccionar la zona cuando durante la lluvia escuchan ruidos fuera de las casas de campaña y desaparece, al día siguiente descubren que el animal que hacia ruidos era una vaca. En el estrella, al llegar al edificio en busca de Ulises y los demás, descubren que no hay nadie, todos se han esfumado, y el capitán decide volver a la isla para reunirse con sus tripulantes, teniendo la esperanza de que el barco francés, uno de los del proyecto Alejandría, haya llegado antes que ellos y se dirijan a tierra. En la isla, Ainhoa, Piti, Cho y Vilma van en busca de Max, pero en su lugar se encuentran con dos hombres enmascarados y con pistolas, los cuales les disparan, ellos regresan y le ponen una cámara a la vaca para ver que hay dentro de la isla y encuentran una cabaña, la cual no parece abandonada, entonces Ainhoa y Piti entran en ella y ven alarmas, poco después encuentran a Max tocando la puerta. Piti va a avisar a los demás pero es tarde, él se encuentra con que los tripulantes del barco francés toman de rehenes a los tripulantes del estrella polar y se hace pasar por Gamboa para salvarlos.
Ramiro y Burbuja encontraron la carpeta roja del proyecto Alejandría que estaban buscando antes de poner en marcha el acelerador de partículas. Entonces Gamboa se pone en contacto con el proyecto Alejandría y los informa, siendo ese el motivo de que los persigan en cuanto regresan. Pero el capitán logra sacar de peligro al Estrella Polar. Ya en tierra, Ricardo y los demás se reúnen con los tripulantes de la isla y ambos grupos se cuentan todo lo ocurrido. Entonces Ricardo, de la Cuadra, Salomé, Julia, Cho, Palomares, Vilma y Ramiro van a la cabaña con Ainhoa y Max, entonces llegan los del barco francés y comienza un tiroteo donde Valeria sale herida, Ricardo sale y quema la carpeta roja en frente de todos, fuera de la cabaña, entonces Ulises llega a la cabaña y Piti es descubierto, entonces obligan a Piti a caminar con una máscara rumbo a la cabaña para que los suyos le disparen, pero se las ingenia y logra salvarse pero sale herido, entonces Palomares y Ramiro van con su amigo en medio de las balas (con una bañera) y estos tres amigos se reúnen. Ulises y Max van por instrumental para salvar a Valeria pero en el camino los siguen gente del barco francés, Ulises se queda con ellos y Max sube al barco. Max entra a escondidas al barco y Burbuja, que se reencuentra con Marimar, tiene la obligación de hacerse pasar por Roberto para salvar a todos, ya que han destruido la carpeta roja, Al mismo tiempo Gamboa, se reencuentra con su hija, pero es chantajeado por Alexander y le pide que asesine a Ulises, entonces Gamboa baja del barco y va a reunirse con Ulises.
Ventura logra salir con vida del barco porque Alexander le perdona la vida y decide llevarle el instrumental a los de la cabaña, ya que Max es capturado. En la cabaña los del barco Francés se van, pues Alexander se los ha ordenado ya que ahora tiene a Burbuja, quien le consigue hacer creer que es Roberto y que solo fingía, entonces se van. Ulises por otro lado, se encuentra con Gamboa, que le salva la vida, y deja su arma en el suelo para ir por la lancha y llegar al Estrella. Gamboa le sorprende en el agua con una pistola y Ulises, sabiendo que le va matar, le pide hablar una última vez con Ainhoa. Ella le dice que iba a pedirle que lo volvieran a intentar pero Ulises le dice que su historia ha sido un error desde el principio. Ainhoa deduce que no le va a volver a ver más y se despiden. Gamboa le dispara tres veces en el pecho.
Ocurre un Flashforward de 380 días y se ve al capitán Ricardo Montero conduciendo una furgoneta. Adelante va Julia, y atrás Salomé con el hijo (Que se llama Roberto), al medio va Valeria y al costado Julián. Se dirigen a un lugar y al bajarse se ve a Ainhoa vestida de novia y el capitán le pregunta por el novio; a lo que Ainhoa responde que espera que llegue. Luego vemos una imagen de Ulises disfrutando el mar, con camisa blanca asumiendo que es el novio. Luego empiezan las voces en off para relatar el final: "Ni las balas de Gamboa destruyeron el amor entre Ainhoa y Ulises", Ramiro se queda con Estela. Ratón adopta a Max como padre y dice que "cuando sea grande quiere ser como él", Palomares ha montado su iglesia de ramas pero cuando llueve mucho estas se caen. Se ve al "hijo" de Vilma, junto con Chong y Piti (que hace de canguro oficial). Todo finaliza con un terremoto y una nueva alteración del campo magnético y el capitán diciendo que "ha comenzado de nuevo".

## Música
La producción está ambientada musicalmente con una banda sonora de corte épico y realizada por dos de los más afamados compositores musicales del país: Iván M. Lacámara y Manel Santisteban. Además de la banda sonora original se incluyen canciones de diversos artistas:
| Episodio                  | Intérprete                   | Canción                          |
| Primera temporada         | Primera temporada            | Primera temporada                |
| ------------------------- | ---------------------------- | -------------------------------- |
| 1 (1)                     | Gareth Johnson               | “Upside down”                    |
| 4 (4)                     | Dan y Adan Skinner           | “Holding on”                     |
| 7 (7)                     | Helen Jane Long              | “Walk of the tower”              |
| 7 (7)                     | Richard Lacy y Terl Bryant   | “Beacons”                        |
| 8 (8)                     | Speedmarket Avenue           | “Way better now”                 |
| 10 (10)                   | Pol 3.14                     | "Piensa"                         |
| 11 (11)                   | The School                   | “I love everything”              |
| 12 (12)                   | The School                   | “Shoulder”                       |
| 13 (13)                   | Gareth Johnson               | “Save tonight”                   |
| 13 (13)                   | Pol 3.14                     | "Piensa" (En final de temporada) |
| Segunda temporada         |                              |                                  |
| 4 (17)                    | The School                   | “I don’t believe in love”        |
| 6 (19)                    | Pol 3.14                     | “Jóvenes eternamente”            |
| 9 (22), 10 (23) y 13 (26) | Pol 3.14                     | “En nuestro retrovisor"          |
| 13 (26)                   | Loquillo                     | "El rompeolas"                   |
| 13 (26)                   | El sueño de Morfeo           | "Puede"                          |
| Tercera temporada         |                              |                                  |
| 1 (28)                    | Adam Drake & Radhika Vekaria | "Rain or shine"                  |
| 1 (28)                    | Pol 3.14                     | “En nuestro retrovisor"          |
| 2 (29)                    | Richard Lacy y Terl Bryant   | “Beacons”                        |
| 2 (29)                    | The School                   | “Shoulder”                       |
| 2 (29) y 5 (32)           | Gareth Johnson               | “Not giving up”                  |
| 3 (30)                    | Ingman y Devine-King         | “Mars”                           |
| 4 (31)                    | Terry Devine King            | “Land of promise”                |
| 14 (41)                   | Pol 3.14                     | “Ultraligero”                    |
| 16 (43)                   | Leonard Cohen                | “Hallelujah”                     |
| 16 (43)                   | Iván Sanguesa                | “Hallelujah”                     |
| 16 (43)                   | The School                   | “Let it Slip”                    |

## Estrenos internacionales
| País / Región   | Canal TV    | Fecha de estreno                                                                                                  | Nombre   |
| --------------- | ----------- | --- | -------- |
| España          | Antena 3    | 17 de enero de 2011 (1.ª Temporada) 8 de septiembre de 2011 (2.ª Temporada) 18 de octubre de 2012 (3.ª Temporada) | El Barco |
| Brasil          | Globosat    | mayo de 2011 (1.ª Temporada)                                                                                      | O Barco  |
| Bulgaria        | AXN         | 13 de junio de 2011 (1.ª Temporada) 1 de octubre de 2012 (2.ª Temporada)                                          | Корабът  |
| Reino Unido     | ATC         | 1 de octubre de 2011 (1.ª Temporada) 28 de agosto de 2012 (2.ª Temporada) 11 de abril de 2013 (3.ª Temporada)     | The End  |
| Eslovenia       | AXN         | 1 de octubre de 2011 (1.ª Temporada) 2 de octubre de 2012 (2.ª Temporada)                                         | Ladja    |
| Polonia         | AXN         | 2 de octubre de 2011 (1.ª Temporada) 7 de octubre de 2012 (2.ª Temporada)                                         | Statek   |
| Hungría         | AXN         | 2 de octubre de 2011 (1.ª Temporada)                                                                              | A bárka  |
| Rumania         | AXN         | (1.ª Temporada) (2.ª Temporada)                                                                                   | Vaporul  |
| Serbia          | AXN         | 2 de octubre de 2011 (1.ª Temporada) 1 de octubre de 2012 (2.ª Temporada) 20 de agosto de 2014 (3.ª Temporada)    | Barka    |
| República Checa | AXN, Animax | 9 de octubre de 2011 (1.ª Temporada) 21 de octubre de 2012 (2.ª Temporada) 12 de octubre de 2012 (3.ª Temporada)  | Na lodi  |
| Rusia           | AXN Sci Fi  | 28 de octubre de 2011 (1.ª Temporada) 29 de junio de 2012 (2.ª Temporada) 4 de septiembre de 2013 (3.ª Temporada) | Ковчег   |
| Perú            | Latina      | 22 de abril de 2013 (1.ª Temporada) 9 de mayo de 2013 (2.ª Temporada) 27 de enero de 2014 (3.ª temporada)         | El Barco |
| Chile           | Mega        | 26 de mayo de 2013 (1.ª Temporada) 8 de julio de 2013 (2.ª Temporada) 11 de agosto de 2013 (3.ª temporada)        | El Barco |
| Portugal        | SIC Radical | 11 de noviembre de 2013                                                                                           | O Barco  |
| Chile           | Chilevision | 9 de enero de 2017 (1.ª Temporada)                                                                                | El Barco |

Tras su éxito en España, la serie llegó a verse en más de 50 países. Además, en octubre de 2014 se confirmó que la cadena The CW había encargado a la guionista Jennifer Johnson el guion de un piloto con vistas a realizar una adaptación estadounidense de la serie.

## El buque

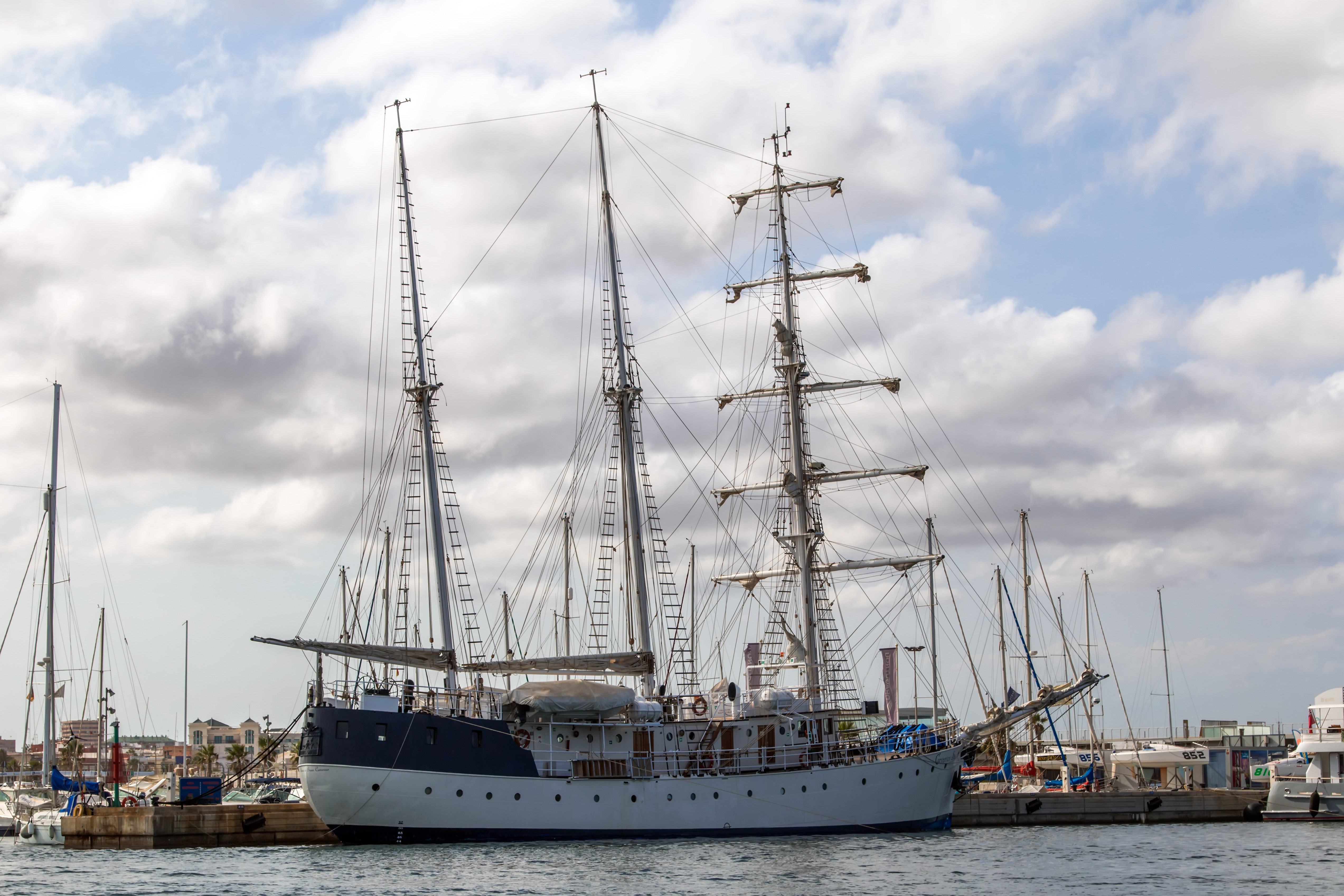
Bergantín goleta Cervantes Saavedra, que fue utilizado en la serie para representar al Estrella Polar

El buque Estrella Polar es representado por el Bergantín-goleta Cervantes Saavedra, un antiguo buque faro botado en 1934 en el astillero sueco Götaverkan AB de Gotemburgo, con el nombre Sydostbrotten (Nr 33), de 48,5 m de eslora, 7,8 m de manga, 4,6 m de calado y con un desplazamiento de 525 Tm. Tiene casco de hierro y 3 mástiles con aparejo mixto.
Hasta 1970 permaneció en las labores para las que originalmente fue construido, pasando desde entonces a realizar tareas de buque escuela y turismo educativo siendo renombrado Atlantic Wanderer. Es propiedad de la sociedad española Amorina desde 2006, que lo renombró Amorina. Esta sociedad lo puso a disposición de la Fundación Cervantes Saavedra, que volvió a cambiarle el nombre por el actual.
Como Estrella Polar, se le figuran unas características algo mayores a las que tiene realmente.

## Temporadas
| Temporada | Temporada | Episodios | Estreno                 | Final                 | Audiencia media | Audiencia media | Audiencia media |
| Temporada | Temporada | Episodios | Estreno                 | Final                 | Espectadores    | Cuota           |                 |
| --------- | --------- | --------- | ----------------------- | --------------------- | --------------- | --------------- | --------------- |
|           | 1         | 13        | 17 de enero de 2011     | 25 de abril de 2011   | 4 140 000       | 20,6%           |                 |
|           | 2         | 14        | 8 de septiembre de 2011 | 5 de enero de 2012    | 2 907 000       | 16,9%           |                 |
|           | 3         | 16        | 18 de octubre de 2012   | 21 de febrero de 2013 | 2 602 000       | 14,3%           |                 |
| TOTAL     | TOTAL     | 43        | 2011                    | 2013                  | 3 166 000       | 17,3%           |                 |

## DVD
| Título del DVD            | En                | Imagen                          | Audio                               | Lanzamiento              | Discos            | Subtítulos          | Episodios         | Extras |                   |
| Primera temporada         | Primera temporada | Primera temporada               | Primera temporada                   | Primera temporada        | Primera temporada | Primera temporada   | Primera temporada | Primera temporada                                                                                          | Primera temporada |
| ------------------------- | ----------------- | ------------------------------- | ----------------------------------- | ------------------------ | ----------------- | ------------------- | ----------------- | --- | ----------------- |
| El Barco: Temporada 1     | DVD               | 1.78:1 16/9 anamórfica.         | Dolby Digital 2.0 Castellano.       | 28 de septiembre de 2011 | 5                 | Castellano          | 1-13              | Cómo se hace, Y tú ¿qué te llevarías a un barco?, Secuencias favoritas, La tripulación, Galerías y Fichas. |                   |
| El Barco: Temporada 1     | Blu-ray           | 1.78:1 1080p (Alta Definición). | DTS-HD Máster Audio 2.0 Castellano. | 28 de septiembre de 2011 | 4                 | Castellano          | 1-13              | Cómo se hace, Y tú ¿qué te llevarías a un barco?, Secuencias favoritas, La tripulación, Galerías y Fichas. |                   |
| Segunda temporada         |                   |                                 |                                     |                          |                   |                     |                   | |                   |
| El Barco: Temporada 2     | DVD               | 1’78:1 – 16/9 anamórfica.       | Dolby Digital estéreo               | 19 de septiembre de 2012 | 5                 | Español para sordos | 14-27             | El Barco en el precipicio, Making Of, Entrevistas, Galería y Fichas                                        |                   |
| El Barco: Temporada 2     | Blu-ray           | 1.78:1                          | 2.0 DTS-HD                          | 19 de septiembre de 2012 | 4                 | Español para sordos | 14-27             | El Barco en el precipicio, Making Of, Entrevistas, Galería y Fichas                                        |                   |
| Tercera temporada         |                   |                                 |                                     |                          |                   |                     |                   | |                   |
| El Barco: Temporada Final | DVD               | 1.78:1 16/9 anamórfica.         | Dolby Digital 2.0 Castellano.       | 20 de marzo de 2013      | 6                 | Español para sordos | 28-43             | Como se hizo, Video entrevistas, Escenas eliminadas, Galería, Personajes y Fichas                          |                   |
| El Barco: Temporada Final | Blu-ray           | 1.78:1 1080p (Alta Definición). | DTS-HD Máster Audio 2.0 Castellano. | 20 de marzo de 2013      | 5                 | Español para sordos | 28-43             | Como se hizo, Video entrevistas, Escenas eliminadas, Galería, Personajes y Fichas                          |                   |

## Capítulos
| Título del Capítulo         | Capítulos | Temporada         | Páginas | Precio  | Sinopsis del capítulo | Ref.   |
| --------------------------- | --------- | ----------------- | ------- | ------- | --- | ------ |
| Un millón de millas         | 1-6       | Primera           | 264     | 12'95 € | A las pocas horas de que el Estrella Polar zarpara de puerto, una aparatosa tormenta lo ha dejado aislado en medio del océano. Una avería en el acelerador de partículas de Ginebra ha provocado una especie de fin del mundo del que solo se ha salvado este barco. El radar no encuentra ni rastro de tierra y la desesperación poco a poco se empieza a apoderar de todos. La rutina diaria se rompe cuando un avión de pasajeros se estrella a pocos metros del Estrella Polar. ¿Habrá conseguido alguien más sobrevivir al accidente? | [ 20 ] |
| Perdidos                    | 7-13      | Primera           | 328     | 12'95 € | Ramiro ha descubierto que queda una isla en pie pero no ha podido precisar sus coordenadas; si tienen que peinar toda la zona, van a tardar años en encontrarla. El radar ha detectado una embarcación a la deriva. La radio está encendida y la mesa puesta, pero no hay ni rastro de los tripulantes. En medio de una espesa y atípica niebla, Ulises y Gamboa abandonan el barco en una balsa de salvamento pero al rescatarlos solo encuentran a uno de ellos. El Estrella Polar recibe una inesperada llamada de auxilio: Capitán, aquí el comandante Hopkins: necesitamos su ayuda. ¡Nos quedan cuatro horas de vida! | [ 20 ] |
| No estamos solos            | 14-19     | Segunda           | 296     |         | El Estrella Polar consigue hablar con el comandante Hopkins, de la Estación Espacial Internacional. Sus módulos de soporte vital han dejado de proporcionarles oxígeno y están obligados a utilizar la nave de evacuación para cruzar la estratosfera y amerizar en un radio de 5 millas del buque escuela, justo cuando un devastador ciclón pasará por esas mismas coordenadas. Si les esperan, el Estrella Polar se hundirá y todos morirán pero el capitán ha prometido rescatarlos Un lejano punto en el radar indica que no están solos. A estribor aparece flotando una pequeña balsa de madera con 4 tripulantes bastante demacrados pidiendo auxilio, ¡son los supervivientes de otro naufragio! | [ 20 ] |
| Una de fantasmas            | 20-25     | Segunda           | 256     | 12'95 € | Continúa la travesía de El Barco. La colección basada en la serie de televisión protagonizada por Mario Casas que arrasa entre el público adolescente. Además de capturar al pez abisal, ahuyentar la bandada de pájaros que invadió el Estrella y averiguar cuánto mide la cascada que deben saltar, Burbuja parece ser la pieza que falta en el puzle que forman el acelerador de partículas, el Proyecto Alejandría y el Capitán Zúñiga. Las cosas a veces no son lo que parecen a veces ocultan misterios que no se ven a simple vista. Con la inestimable colaboración de un nuevo visitante, el Estrella Polar está cada vez más cerca de llegar a ese pedazo de tierra que todavía queda en pie.   | [ 20 ] |
| Lo que la luz esconde       | 26-30     | Segunda y tercera | 239     | 12'95 € | - |        |
| El dueño del mundo          | 30-35     | Tercera           | 252     | 12'95 € | - |        |
| Lo que queda del mundo      | 35-39     | Tercera           | 237     | 12'95 € | - |        |
| La última bala              | 39-43     | Tercera           | 274     | 12'95 € | - |        |
| El Barco: La Serie Completa | 1-43      | Serie Completa    | 749     | 17'95 € | - |        |

## Premios y nominaciones
| Año  | Premio                                                                       | Categoría                           | Persona                        | Resultado | Ref    |
| ---- | ---------------------------------------------------------------------------- | ----------------------------------- | ------------------------------ | --------- | ------ |
| 2011 | VI Premios Punto Radio de La Rioja                                           | Mejor producción de televisión      | El Barco                       | Ganador   |        |
| 2011 | Premios Ondas                                                                | Mejor interpretación femenina       | Blanca Suárez (Ainhoa)         | Ganadora  |        |
| 2011 | Premios Protagonistas                                                        | Protagonista en Serie de Televisión | Juanjo Artero (Ricardo)        | Ganador   |        |
| 2011 | Premios Micrófono de Oro                                                     | Televisión                          | Mario Casas (Ulises)           | Ganador   |        |
| 2011 | XIV Festival Internacional de Cortometraje y Cine Alternativo de Benalmádena | Mejor producción de televisión      | El Barco                       | Ganador   | [ 21 ] |
| 2011 | Premios Fotogramas de Plata                                                  | Mejor actor de televisión           | Mario Casas (Ulises)           | Nominado  |        |
| 2011 | Premios Fotogramas de Plata                                                  | Mejor actor de televisión           | Blanca Suárez (Ainhoa)         | Nominada  |        |
| 2011 | Premios TP de Oro                                                            | Mejor actriz                        | Blanca Suárez (Ainhoa)         | Nominada  |        |
| 2012 | VII Premios Punto Radio de La Rioja                                          | Mejor serie                         | El Barco                       | Ganador   | [ 22 ] |
| 2012 | Neox Fan Awards                                                              | Mejor serie de televisión           | El Barco                       | Ganador   | [ 23 ] |
| 2012 | Neox Fan Awards                                                              | Mejor actor de serie de televisión  | Mario Casas (Ulises Garmendia) | Nominado  |        |
| 2012 | Neox Fan Awards                                                              | Mejor actriz de serie de televisión | Irene Montala (Julia Wilson)   | Ganadora  | [ 23 ] |
| 2012 | Neox Fan Awards                                                              | Mejor actriz de serie de televisión | Blanca Suárez (Ainhoa Montero) | Nominada  |        |
| 2013 | Neox Fan Awards                                                              | Mejor actor de serie de televisión  | Mario Casas (Ulises Garmendia) | Ganador   |        |
| 2013 | Neox Fan Awards                                                              | Mejor serie de televisión           | El Barco                       | Nominada  |        |

## Reality basado en la serie
El reality comenzó el 19 de julio de 2011 y finalizó el 11 de septiembre de 2011. Duró nueve semanas y Antena 3 realizó un cambio de horario, quizá por la baja audiencia.[cita requerida] Amaia Puertas fue la ganadora.